# Санчес Роман, Фелипе (старший)
Фели́пе Са́нчес Рома́н (исп. Felipe Sánchez Román; 1850, Вальядолид — 1916, Мадрид) — испанский юрист и политик, государственный министр (министр иностранных дел) Испании.

## Биография
Являлся профессором гражданского права в университетах Мадрида и Гранады. В 1893 году был избран в Сенат от Либеральной партии и находился в должности сенатора до 1902 года.
Во времена правления короля Альфонса XIII, с 23 июня по 31 октября 1905 года занимал должность государственного министра Испании.
Его сын Фелипе Санчес Роман и Гальифа был лидером республиканцев во время Второй республики.